# Milap Chand Jain
Milap Chand Jain (21 de julio de 1929 -29 de abril de 2015) fue un presidente del Tribunal de Justicia en Jefe del Rajasthan Tribunal supremo.
Nace en 1929 en Jodhpur, Rajasthan. Después de obtener su B.A. y LLM, nombrado como juez del Rajasthan Tribunal supremo en 1978, y más tarde presidente. Fue también el presidente del Jain la comisión instalada por el Gobierno de India para requeror sobre el asesinato de Rajiv Gandhi. 